# NK Raketa Beravci
NK Raketa je nogometni klub iz Beravaca. 

## Povijest
NK "Raketa" Beravaci osnovan je 1977. godine i trenutno se natječe u 2. ŽNL Istok.

## Vanjske poveznice
- nk-raketa.beravci.hr